# Judy and Mary
A Judy and Mary vagy, ahogy gyakran írják JUDY AND MARY egy japán könnyűzenei együttes volt, melyet 1992-ben alapított Onda Josihito (恩田 快人; Hepburn: Yoshihito Onda) basszusgitáros és Iszoja Juki (磯谷 有希; Hepburn: Yuki Isoya) énekes Hakodatéban (Hokkaidó). 1992-ben csatlakozott hozzájuk Igarasi Kóhta (五十嵐 公太; Hepburn: Kōhta Igarashi) dobos és Fudzsimoto Taidzsi (藤本 泰司; Hepburn: Taiji Fujimoto) gitáros. Aszanuma Takuja (浅沼 拓也; Hepburn: Takuya Asanuma) a következő évben leváltotta Taidzsit. Az együttes az újszerű punk-, rock- és popdallamairól vált ismertté az 1990-es években.
1992-ben megjelent a Judy and Mary első nagylemeze és egy ahhoz tartozó videó, a Be Ambitious a független Chainsaw Records kiadó gondozásában. Az együttes nem sokkal ez után aláírt az Epic Records Japannak, ami 1993-ban kiadta az első major kislemezüket, a Power of Love-ot. Az együttes bemutatkozó major nagylemeze, a J.A.M 1994-ben jelent meg. A Judy and Mary gyorsan Japán egyik legnépszerűbb zenekarává vált. A Szobakaszu című dalukat a népszerű Ruróni Kensin animesorozat első nyitódalaként volt hallható és több, mint egy millió példány kelt el belőle.
A Judy and Marynek hét stúdióalbuma, öt válogatásalbuma és huszonkét kislemeze jelent meg. Az együttes 2001 márciusában feloszlott.
A feloszlást követően Juki szólókarrierbe kezdett YUKI néven, Takuya is hasonlóan döntött. Onda a Hot Rod Crue nevű zenekarhoz csatlakozott, de 2008 óta Igarasival együtt a Zamza tagja is.

## Diszkográfia

### Albumok

#### Nagylemezek
| Év   | Információk | Slágerlistás helyezés | Eladás    |
| ---- | --- | --------------------- | --------- |
| 1992 | Be Ambitious - Indie középlemez - Kiadási dátum: 1992. április - Kiadó: Crown - újrakiadás: 2000. december 16. - újrakiadás: 2001. szeptember 19. | 19*                   | 11 000*   |
| 1994 | J.A.M. - Kiadási dátum: 1994. január 21. - Kiadó: Epic Records Japan (ESCB-1466)                                                                  | 23                    | 189 000   |
| 1994 | Orange Sunshine - Kiadási dátum: 1994. december 1. - Kiadó: Epic Records Japan (ESCB-1555)                                                        | 5                     | 681 000   |
| 1995 | Miracle Diving - Kiadási dátum: 1995. december 4. - Kiadó: Epic Records Japan (ESCB-1707)                                                         | 2                     | 939 000   |
| 1997 | The Power Source - Kiadási dátum: 1997. március 26. - Kiadó: Epic Records Japan (ESCB-1805)                                                       | 1                     | 2 162 000 |
| 1998 | Pop Life - Kiadási dátum: 1998. június 24. - Kiadó: Epic Records Japan (ESCB-1890)                                                                | 2                     | 1 150 000 |
| 2001 | Warp - Kiadási dátum: 2001. február 7. - Kiadó: Epic Records Japan (ESCB-1890)                                                                    | 1                     | 887 000   |

*a 2001-es újrakiadásra értendő.

#### Válogatásalbumok
| Év   | Információk | Slágerlistás helyezés | Eladás    |
| ---- | --- | --------------------- | --------- |
| 1999 | 44982 Vs. 1650 - 3 CD-s koncertalbum - Kiadási dátum: 1999. március 31. - Kiadó: Epic Records Japan (ESCB-1890)                                | 7                     | 287 000   |
| 2000 | Fresh - Válogatásalbum - Kiadási dátum: 2000. március 23. - Kiadó: Epic Records Japan (ESCB-2110)                                              | 1                     | 1 776 000 |
| 2001 | The Great Escape: Complete Request Best - 2 CD-s válogatásalbum - Kiadási dátum: 2001. május 23. - Kiadó: Epic Records Japan (ESCB-2230)       | 1                     | 780 000   |
| 2006 | Complete Best Album: Fresh - 2 CD-s válogatásalbum - Kiadási dátum: 2006. február 13. - Kiadó: Epic Records Japan (ESCB-2230)                  | 2                     | 222 000   |
| 2009 | 15th Anniversary Complete Single Box - 22 CD-s kislemez gyűjtemény - Kiadási dátum: 2009. augusztus 5. - Kiadó: Epic Records Japan (ESCL-3220) | 83                    | 2000      |

### Kislemezek
| Év   | Cím                                                              | Megjegyzés                            | Oricon kislemez lista | Oricon összesített eladás | Album            |
| ---- | ---------------------------------------------------------------- | ------------------------------------- | --------------------- | ------------------------- | ---------------- |
| 1993 | Power of Love                                                    |                                       | 95                    | 3000                      | J.A.M.           |
| 1993 | Blue Tears                                                       |                                       | –                     | –                         | J.A.M.           |
| 1994 | Daydream                                                         |                                       | 58                    | 13 000                    | J.A.M.           |
| 1994 | Hello! Orange Sunshine                                           |                                       | 22                    | 99 000                    | Orange Sunshine  |
| 1994 | Cheeze "Pizza"                                                   |                                       | 15                    | 77 000                    | Orange Sunshine  |
| 1995 | Csiisza na Koro Kara (小さな頃から)                              |                                       | 37                    | 39 000                    | Orange Sunshine  |
| 1995 | Over Drive                                                       |                                       | 4                     | 670 000                   | Miracle Driving  |
| 1995 | Doki Doki (ドキドキ)                                             |                                       | 8                     | 256 000                   | Miracle Driving  |
| 1996 | Szobakaszu (そばかす)                                            | A Ruróni Kensin anime első nyitódala. | 1                     | 1 058 000                 | The Power Source |
| 1996 | Classic (クラシック; Hepburn: Kurashikku)                        |                                       | 3                     | 632 000                   | The Power Source |
| 1997 | Kudzsira Dzsú Ni Gó (くじら12号)                                 |                                       | 5                     | 447 000                   | The Power Source |
| 1997 | Lovely Baby (ラブリーベイベー; Hepburn: Raburī Beibē)            |                                       | 12                    | 96 000                    | The Power Source |
| 1997 | Lover Soul                                                       |                                       | 5                     | 504 000                   | Pop Life         |
| 1997 | Szanpomicsi (散歩道)                                             | A News no Onna dráma főcímdala.       | 3                     | 479 000                   | Pop Life         |
| 1998 | Music Fighter (ミュージック ファイター; Hepburn: Myūjikku Faitā) |                                       | 4                     | 148 000                   | Pop Life         |
| 1998 | Iro Toridori no Szekai (イロトリドリ ノ セカイ)                  |                                       | 11                    | 76 000                    | Pop Life         |
| 1998 | Tegami o Kaku jo (手紙をかくよ)                                  |                                       | 22                    | 22 000                    | Pop Life         |
| 2000 | Brand New Wave Upper Ground                                      |                                       | 4                     | 158 000                   | Warp             |
| 2000 | Hitocu Dake (ひとつだけ)                                         |                                       | 9                     | 111 000                   | Warp             |
| 2000 | Mottö (More)                                                     |                                       | 8                     | 138 000                   | Warp             |
| 2001 | Lucky Pool (ラッキープール; Hepburn: Rakkī Pūru)                 |                                       | 3                     | 183 000                   | Warp             |
| 2001 | Peace (Strings Version)                                          |                                       | 8                     | 73 000                    | Warp             |

### Könyvek, publikációk
- Jam Book (1996. március 15.)
- Yuki Girly Rock -yuki biography- (1997)
- Yuki Girly Swing -yuki autobiography & diary- (1997)
- Yuki Girly Folk -yuki bio- (2000)
- Yuki Girly Boogie -yuki autobio- (2000)
- Yuki Girly Wave -yuki bio- (2004)
- Yuki Girly Tree -yuki autobio) (2004)
- What's In Jam-Pack (a What's In magazin szócikkeinek gyűjteménye)

## Bibliográfia
- Tecuisi Mihoko és Jam. Jam Book. Sony Magazines. ISBN 4-7897-1038-6
- Iszoja Juki. Girly Swing. Sony Magazines. ISBN 4-7897-1153-6
- Ucunomija Miho és Juki. Girly Rock. Sony Magazines. ISBN 4-7897-1152-8
- Iszoja Juki. Girly Boogie. Sony Magazines. ISBN 4-7897-1565-5
- Tecuisi Mihoko és Juki. Girly Folk. Sony Magazines. ISBN 4-7897-1566-3